# Oriensarctos watasei
Oriensarctos watasei és una espècie extinta de mamífer carnívor de la família dels otàrids que visqué a l'oceà Pacífic durant el Plistocè superior, fa entre 774.000 anys i 2,6 milions d'anys. Se n'han trobat restes fòssils al grup de Kazusa, a la província japonesa de Chiba. Es tracta de l'única espècie del gènere Oriensarctos. El nom genèric Oriensarctos significa ‘os d'Orient’, en referència a la seva afinitat amb els ossos marins i la seva descoberta a l'Extrem Orient, mentre que el nom específic watasei li fou assignat en honor del zoòleg japonès Shozaburo Watase.